# Черкаська центральна міська бібліотека для дітей
Центральна міська бібліотека для дітей  імені Михайла Слабошпицького— одна із бібліотек міста Черкаси, яка працює для дитячого контингенту.

## Структура
Бібліотека має інтернет-центр та 3 зали: читальний та 2 абонемента. Бібліотека має також 4 філії:
| № | Адреса                                      | Директор                       | Сайт                                               |
| - | ------------------------------------------- | ------------------------------ | -------------------------------------------------- |
| 1 | вул. В.Чорновола, б.114/3, кв.33 т.: 640722 | Доценко Наталія Олексіївна     | -                                                  |
| 2 | вул. Сумгаїтська, б.24/1 т.: 668616         | Осколкова Лариса Володимирівна | Сайт [Архівовано 2 квітня 2016 у Wayback Machine.] |
| 3 | вул. Пацаєва, б.8 т.: 731482                | Дяченко Галина Олексіївна      | -                                                  |
| 4 | вул. Тараскова, б.6 т.: 660403              | Литвиненко Наталія Сергіївна   | -                                                  |

## Діяльність
Бібліотека проводить
- екскурсії
- вікторини та конкурси, читацькі марафони
- тематичні виставки
- віртуальні екзотури та відео-круїзи
- вернісажі дитячої творчості

В ній діють читацькі організації та клуби за інтересами:
- Молодіжний театр-студія «Яблуко»
- Клуб любителів природи «Любисток»
- Школа ввічливості «Фея Вітаю»
- Гурток «Творча майстерня»
- Клуб «Відкриття. Пошуки. Знахідки»